# Reginald Arvizu
Reginald Quincy Arvizu (Bakersfield, California, 2 de noviembre de 1969), también conocido como Fieldy, es un músico estadounidense, conocido por ser el bajista de la banda de nu metal Korn.

## Biografía
De ascendencia italo-español-mexicana, Reginald creció con la música. Su padre tocaba en una banda junto a Rick Davis , padre de Jonathan Davis, y Reginald lo acompañaba a todos sus conciertos. Ya desde pequeños, él y Jonathan se conocían, pero no se llevaban demasiado bien. Reginaldo lo perseguía en moto y se mofaba de él.
Con 5 años su padre le regala su primer bajo. La historia de Fieldy, su apodo, se origina cuando "era más joven y tenía esas grandes y regordetas mejillas de ardilla. Entonces todos empezaron a llamarme 'Gopher'. Después empezaron a llamarme 'Garr'. Después me llamaban 'Garfield'. Y lo acortaron a Fieldy".
Comenzó su carrera musical en bandas locales como Ragtyme o Creep, pero fue en L.A.P.D. donde consiguió sus primeros éxitos, junto a James Shaffer y David Silveria, quienes lo acompañarían más tarde en Korn. Con ellos grabó un EP (Love and Peace, Dude EP) en 1988 y un disco, Who's Laughing Now, en 1991. Finalmente, en 1993, funda Korn. Además de ser el bajista de la banda, es el encargado de diseñar todo el merchandising de KoRn, como sombreros, pegatinas, camisetas, etc. "Pienso que todos podríamos hacerlo, pero son tan perezosos, que terminó haciéndolo yo. Voy con todos los diseños, se los muestro a la banda y los aprueban ó desaprueban".
Durante uno de los primeros conciertos de la banda en Jacksonville, Florida, Fieldy pasó por una tienda de tatuajes para hacerse uno de los muchos que tiene. Allí le atendió un joven Fred Durst, que rápidamente se hizo amigo de Reginald y de Brian Welch, por sus muchos puntos en común como el rap, el metal (más tarde la fusión y éxito de estos dos estilos) y el skateboard. Durst les dio una demo para que el productor de Korn, Ross Robinson, le echara un vistazo, pero no le convenció. La próxima parada que la banda hizo nuevamente en esta localidad de Florida, Durst se puso de nuevo en contacto con Fieldy para que le mostrara a su productor una nueva demo. Esta vez, Robinson aceptó y los fichó para producir el primer álbum de Limp Bizkit, Three Dollar Bill, Yall$. Es conocido por incluir la técnica slap el rapcore después de D.D. Verni incluirla en el Thrash Metal.
En 2002, Reginald grabó un disco en solitario, Rock'n Roll Gangster. Un álbum de rap, otra de sus pasiones, lanzado por Epic Records.
En el 2008 KoRn participó en el Quilmes Rock (Festival de música realizado en Argentina), el cual Fieldy comparó con el Woodstock del 1999 que para ellos fue uno de los mejores conciertos de su historia.
En junio de 2021 anuncia por medio de su Instagram oficial, que abandona Korn temporalmente durante su próxima gira, para tratar sus problemas personales. El 12 de julio de 2021, Korn confirmó oficialmente que Ra Díaz, bajista de Suicidal Tendences, será su reemplazo para la gira.
Fieldy usa un bajo Ibanez k5 de 5 cuerdas de diferentes colores usados a lo largo de su historia con KoRn.
Fieldy a los 13/14 años ya era casi un alcohólico, robaba alcohol de tiendas o le sacaba a sus padres y la escondía en terrenos baldíos para luego tomarlas antes de ir al escuela.
Tiene tatuado todo el cuerpo desde el cuello hasta los talones, y comenzó a tatuarse en 1993 a comienzos de la banda.
Todos los integrantes de KoRn tienen tatuados en parte de su cuerpo el nombre de la banda.
En febrero de 2025, Fieldy dijo en el podcast “Basement Talk” que no habla con sus compañeros de banda desde 2019, y que apoya que la banda siga sin el, “Necesitaba rejalarme” fue lo que dijo el bajista con respecto a su salida de Korn.

## Discografía

### Solista
- Fieldy's Dreams: Rock'n Roll Gangster (2002)
- Bassically (2017)

### L.A.P.D.
- Love and Peace, Dude EP (1989)
- Who's Laughing Now (1991)

### Korn
- Neidermeyer's Mind (1993)
- Korn (1994)
- Life is Peachy (1996)
- Follow the Leader (1998)
- Issues (1999)
- All Mixed Up (EP) (1999)
- Untouchables (2002)
- Take a Look in the Mirror (2003)
- Greatest Hits, Vol. 1 (2004)
- See You on the Other Side (2005)
- Live & Rare (2006)
- untitled (2007)
- MTV Unplugged: Korn (2007)
- Korn: Collected (2009)
- Korn Digital EP 1 (2009)
- Korn III: Remember Who You Are (2010)
- Korn Digital EP 2 (2010)
- Korn Digital EP 3 (2010)
- The Essential Korn (2011)
- The Path of Totality (2011)
- The Paradigm Shift (2013)
- The Serenity of Suffering (2016)
- The Nothing (2019)
- Requiem (2022)

### StillWell
- Dirtbag (2011)
- Raise It Up (2015)
- Supernatural Miracle (2020)